# Jeff Demps
(en) Statistiques sur pro-football-reference
Jeffery Demps (né le 8 janvier 1990 à Winter Garden) est un joueur de football américain et un athlète américain spécialiste du sprint. 

## Carrière

### Athlétisme
Jeffery Demps se distingue en juin 2008 à Eugene en signant le temps de 10 s 01 (+1,6 m/s) en quart de finale des sélections olympiques américaines, égalant à cette occasion le record du monde junior du 100 mètres détenu par le Trinadien Darrel Brown depuis la saison 2003,. Mais cette performance n'est pas homologuée par l'IAAF.
En mars 2010, il remporte le titre du 60 mètres des Championnats NCAA en salle (6 s 56), avant de s'imposer sur 100 m en juin lors des Championnats NCAA en plein air en 9 s 96 avec un vent supérieur à la limite autorisée (2,4 m/s).
Aux Jeux de Londres, il participe au relais 4 × 100 mètres américain qui décroche l'argent, derrière les jamaïcains qui battent le record du monde. En mai 2015, le relais américain du 4 × 100 m en athlétisme perd sa médaille d'argent après la disqualification de Tyson Gay pour dopage après un contrôle de juin 2013 et une sanction qui le prive de tous ses résultats à partir de juillet 2012,.

#### Records
| Épreuve | Performance   | Lieu            | Date         |
| ------- | ------------- | --------------- | ------------ |
| 60 m    | 6 s 53        | College Station | 12 mars 2011 |
| 100 m   | 10 s 01 (RMJ) | Eugene          | 30 juin 2008 |
| 200 m   | 21 s 04       | Knoxville       | 4 août 2007  |

### Football américain
Étudiant à l'Université de Floride, il évolue depuis la saison 2008 au poste de Running back au sein de l'équipe des Gators de la Floride.
En août 2012 il signe un contrat avec les Patriots de la Nouvelle Angleterre.